# 真實之淚 true tears (動畫)
《真實之淚 true tears》是由P.A.WORKS所製作的日本電視動畫作品。

## 概要
本作自2008年1月开始播放，以富山县为舞台（担当动画制作的P.A.WORKS社址就在富山县南砺市），故事觀與同名遊戲相同，但角色和剧情均为原创。
DVD于2008年发售，Blu-ray BOX则是在2010年3月26日发售。

## 故事
以插畫家為夢想的高中生——仲上真一郎，與真一郎同居的同學——湯淺比呂美（被仲上家收留），平時與真一郎的父母過著四人的家庭生活。某日，真一郎在學校裡遇見了爬到樹上卻下不來的女孩——石動乃繪，還對真一郎說了些不可思議的話。自從這次的相遇，使得真一郎與比呂美、乃繪、好友野伏三代吉、童年玩伴安藤愛子之間的關係開始產生微妙的變化。故事描寫著他們在各自的苦惱中下定決心而成長，是一部青澀的校園戀愛劇。

## 登場人物

### 主要角色
仲上真一郎（聲優：石井真）
本作主角。就讀麥端高校一年B班。當地釀酒廠「仲上酒廠」廠長的獨子，但夢想是成為繪本畫家，每晚都進行著繪畫的創作。也屢次向出版社投稿作品過，然而身為應當繼承家業的獨子，使得母親對他的作為抱持反對的態度。雖被稱作「當家花旦」，卻不太情願地學習著麥端祭上表演的麥端舞，與湯淺比呂美為同居關係的青梅竹馬。雖然沒有表明，但內心一直偷偷喜歡着比呂美。雖然一直想創作插畫卻沒有勇氣起步，在石動乃绘的引導下，開始作畫，也認知到自己的責任，產生勇氣開始面對自己心中的比呂美，為了讓比呂美不再流淚而努力著。然而由於在身邊的乃绘想獻上自己的眼淚，造成內心動搖。曾因为与石动純的约定在第七集对乃绘请求交往，並为乃绘画了一个系列的漫画。后来逐渐明确自己的内心，最终选择了比吕美。在比吕美搬走时曾骑自行车去追，并向比吕美作出承诺，最后与乃绘分手，向比吕美告白。
湯淺比呂美（聲優：名塚佳織）
仲上真一郎小學時就相識的青梅竹馬，也是同班同學。麥端高校女子籃球部6號球員，成績優秀，運動神經也超群。被野伏三代吉稱讚「有著優等生的氣息，卻一點都不驕傲的完美女孩」。由於一年前父母雙亡，被與父母交情甚深的真一郎父親收留，自此開始與真一郎同居、幫忙仲上家事務的生活。因為真一郎母親關係而一直把自己對真一郎情感封閉在心中，直到乃绘的出現讓自己開始重新審視對真一郎的情感。最终搬離仲上家並和石动纯结束了“恋人的游戏”。在发生了各种事情后，和真一郎最终相爱交往。
石動乃绘（聲優：高垣彩陽）
一年前轉至麥端高校的轉學生，就讀一年A班。因為奇特的想法與不理會別人目光的個性，被同學間視為是怪人。在祖母過世之後，眼淚就再也哭不出來了。實際上卻出奇的健談，長相與言行舉止都和年齡不符，比較像個小孩子，卻擁有能看透別人內心的敏銳感性。 常到學校的雞舍對著雞說話，是個不可思議的女孩。在與仲上真一郎的相處中，漸漸真心喜歡上真一郎，雙方發展成戀人關係，後由於真一郎正視和比呂美的關係而分手，臨走前向真一郎表達他對自己的重要性，聆聽真一郎獨自唱著自己創作的蟑螂之歌而落淚。
安藤愛子（声优：井口裕香）
比仲上真一郎大一歲的青梅竹馬，野伏三代吉的女朋友，擁有茶色短髮的開朗活潑少女。時常幫忙家中經營今川燒店，因此料理的技術不容置疑。經常為真一郎排解心中煩惱，然而身高卻老是被真一郎開玩笑，雖然跟三代吉交往，事實上喜歡的是真一郎。曾强吻真一郎并向其告白，但被拒绝。
野伏三代吉（聲優：吉野裕行）
真一郎的好友與同班同學。之前真一郎介紹愛子給他，兩人便以此為契機開始交往，對愛子的感情也相當認真。常在放學後與真一郎一起到訪今川燒店。

### 次要角色
石動純（聲優：增田裕生）
石動乃绘的哥哥。螢川高校3年級生，籃球部4號球員，俊秀的面容與挺拔的運動身材讓他在女學生間相當有人氣。而家庭狀況使得他非常照顧且疼愛妹妹乃繪，被湯淺比呂美稱作妹控。但其實他對妹妹的感情深厚到甚至超越了親情，喜歡上乃繪，卻沒發現，還以為這樣是保護。無論什麼事決定，眼中只有妹妹，除了乃繪以外，其他人事物都不重要。看出乃繪喜歡上仲上真一郎，逼迫真一郎與乃繪交往，以此為條件，自己與比呂美交往。但最终被比吕美看出喜歡的人不是自己而分手。
最后祭典時在打工的店裏表达出了自己對乃繪的爱，並告诉了乃繪自己的感情。
仲上宗弘（聲優：藤原啟治）
真一郎的父親，家傳酒業「仲上酒廠」的廠長。沈默寡言的個性給人嚴厲父親的形象，實際上卻是溫和而善解人意，對於真一郎不繼承家業而以插畫家為目標的事情表示理解與支持，把湯淺比呂美當作自己的孩子一樣對待。與比呂美的父母親是舊識。
仲上栞（聲優：高橋理惠子）
真一郎的母親，較為感情用事的女性。非常溺愛真一郎，相反地則將湯淺比呂美視為眼中釘，施予外人般冷漠地對待。對真一郎不能克紹箕裘的行為感到反對與不解。是造成比呂美個性轉變的原因，在比呂美發生事故之後，知道自己的過錯而接受比呂美，並請求比呂美的原諒，之後開始支持著比呂美對真一郎的情感。
酒廠的少年（聲優：土倉有貴）
姓名不詳。仲上酒廠的學徒，和善而有朝氣的平頭少年，天真老實的個性有時會讓人誤以為是天然呆。
黑部朋與（聲優：渡邊智美）
湯淺比呂美的朋友，同樣從屬於女子籃球部，為9號球員。稍稍支持著比呂美對仲上真一郎的情感。
乃繪的奶奶（聲優：瀨能禮子）
在乃繪小時候就過世了。告訴乃繪要拿走乃繪的眼淚到天堂去，還有說能拿走眼淚只有自己重要的人。

## 製作人員
- 原作：La'cryma
- 企劃：森本浩二
- 監督：西村純二
- 系列構成：岡田麿里
- 角色設計原案：上田夢人
- 角色設計、總作畫監督：關口可奈味
- 繪本畫師：鈴木美咲
- 美術監督：竹田悠介、篠原理子
- 色彩設計：井上佳津枝
- 攝影監督：福士享（T2 studio）
- 剪接：傾松淳一
- 音響監督：若林和弘
- 音響制作：Fonisia
- 音樂：菊地創
- 音樂制作：Lantis
- 製作：永谷敬之、伊藤善之、平光良介、堀川憲司
- 動畫制作：P.A. Works
- 製作：true tears製作委員會、Bandai Visual、Lantis

## 主題曲
片頭曲：
作詞：riya　作曲、編曲：菊地創
歌：eufonius
片尾曲：
作詞：畑亚贵　作曲、編曲：末廣健一郎
歌：
插入歌：（第10话）
作词：riya　作曲、編曲：菊地创
歌：eufonius
插入歌：angel on tree （第6话）
作詞: riya  作曲、編曲：菊地創
歌：eufonius

## 各話標題
※每話標題均出自人物中的對白。
| 話数 | 日文標題 | 中文標題                 | 對白來自   | 腳本       | 分鏡     | 演出                  | 作畫監督                     | 製作担当 |
| ---- | -------- | ------------------------ | ---------- | ---------- | -------- | --------------------- | ---------------------------- | -------- |
| 1    |          | 我…把眼淚送出去了        | 石動乃繪   | 岡田麿里   | 西村純二 | 西村純二 許琮（助手） | 關口可奈味                   | 野口宗   |
| 2    |          | 我到底想做甚麼…          | 湯淺比呂美 | 西村純二   | 西村純二 | 許琮                  | 許宰銑                       | 柳基澤   |
| 3    |          | 怎麼樣了？之前說的那件事 | 安藤愛子   | 森田真由美 | 西村純二 | 淺井義之              | 吉田優子                     | 野口宗   |
| 4    |          | 好，讓心情放輕鬆些吧     | 石動乃繪   | 岡田麿里   | 安藤真裕 | 安藤真裕              | 鈴木美咲                     | 小柳啟伍 |
| 5    |          | 多管闲事的男孩像傻瓜一样 | 湯淺比呂美 | 西村純二   | 西村純二 | 許琮                  | 金鍾學 許宰銑                | 柳基澤   |
| 6    |          | 這是…在開什麼玩笑?       | 仲上真一郎 | 森田真由美 | 山本秀世 | 淺井義之              | 吉田優子                     | 宮原勇介 |
| 7    |          | 說清楚，寫在這裡         | 石動乃繪   | 岡田麿里   | 安藤真裕 | 安藤真裕              | 鈴木美咲                     | 野口宗   |
| 8    |          | 没下雪的小鎮             | 湯淺比呂美 | 森田真由美 | 山本秀世 | 太田知章              | 權允姬 許宰銑                | 趙德煥   |
| 9    |          | 要飛不容易呢             | 石動乃繪   | 西村純二   | 西村純二 | 川面真也              | 川面恒介                     | 宮原勇介 |
| 10   |          | 我會全部都處理好的       | 仲上真一郎 | 森田真由美 | 川面真也 | 淺井義之              | 吉田優子                     | 小柳啟伍 |
| 11   |          | 你所喜欢的不是我         | 湯淺比呂美 | 西村純二   | 西村純二 | 許琮                  | 許宰銑 岡辰也                | 柳基澤   |
| 12   |          | 從我空虛的眼神中         | 石動乃繪   | 岡田麿里   | 西村純二 | 安藤真裕              | 鈴木美咲                     | 野口宗   |
| 13   | [ 注 1 ] | 将你的眼泪……             | 仲上真一郎 | 岡田麿里   | 西村純二 | 川面真也              | 關口可奈味 池田克己 吉田優子 | 宮原勇介 |

## 電視台
日本深夜動畫：下文記載的日本国内播放時間使用日本標準時間（UTC+9）表示。因為部分時間标识會採用30小时制，因此請留意这类超过24:00的时间，其實際播放時間為翌日清晨。
| 播放地域   | 电视台       | 播放期間                | 播放时间                   | 播放系列       | 备注                                                  |
| ---------- | ------------ | ----------------------- | -------------------------- | -------------- | ----------------------------------------------------- |
| 神奈川县   | 神奈川电视台 | 2008年1月5日 - 3月29日  | 星期六 25時00分 - 25時30分 | 独立UHF局      | 幹事局                                                |
| 関西広域圏 | 关西电视台   | 2008年1月8日 - 4月1日   | 星期二 26時45分 - 27時15分 | 富士电视系     |                                                       |
| 千葉县     | 千叶电视台   | 2008年1月9日 - 4月2日   | 星期三 25時30分 - 26時00分 | 独立UHF局      |                                                       |
| 埼玉县     | 埼玉电视台   | 2008年1月10日 - 4月3日  | 星期四 26時00分 - 26時30分 | 独立UHF局      |                                                       |
| 中京広域圏 | 东海电视台   | 2008年1月10日 - 4月3日  | 星期四 27時35分 - 28時05分 | 富士电视系     |                                                       |
| 富山县     | 富山电视台   | 2008年4月7日 - 6月30日  | 星期一 26時05分 - 26時35分 | 富士电视系     | P.A.WORKS的所在地 有该台独自的OP、标题以及Ending Card |
| 日本全域   | BS11         | 2008年1月11日 - 4月4日  | 星期五 23時30分 - 24時00分 | BS Digital放送 | 『ANIME+』节目                                        |
| 日本全域   | KIDS STATION | 2008年1月11日 - 4月4日  | 星期五 24時00分 - 24時30分 | CS放送         | 有重播                                                |
| 日本全域   | 萬代頻道     | 2008年1月18日 - 4月18日 | 星期五 12時00分更新        | 网络放送       | 收费                                                  |

BS11 Digital于2008年1月4日播放了特别节目。

## 外部連結
- true tears 動畫版 （页面存档备份，存于）（日語）